# José Silvério Horta
José Silvério Horta (Mariana, 20 de junho de 1859 — Mariana, 30 de março de 1933) foi um religioso católico brasileiro.

## Biografia
Filho de José Caetano Ramos Horta e Ana Jacinta de Figueiredo Horta, fez os estudos de Humanidades, Filosofia, Cânones e Teologia no Seminário de Mariana e feito presbítero aos 27 anos, pelo bispo Dom Antônio Maria Correa de Sá e Benevides, em 3 de junho de 1886, na capela do Convento da Ordem Franciscana Concepcionista e nomeado Cônego do Cabido da Sé Primacial de Minas Gerais pela princesa regente, Isabel, por carta de 13 de outubro de 1887.
Foi secretário do Bispado entre 1898 e 1928 e vigário-geral entre 1919 e 1923. Nomeado pela Santa Sé camareiro secreto e prelado doméstico do papa Pio XI em 1923. No ano de seu falecimento foi iniciado no Vaticano seu processo de beatificação, fundado em seu exemplo de dedicação aos pobres e enfermos, como registra seu biógrafo Cônego Raimundo Trindade.